# Sontheim (Baviera)
Sontheim es un municipio situado en el distrito de Baja Algovia, en el estado federado de Baviera (Alemania), con una población a finales de 2016 de unos 2595 habitantes.
Se encuentra ubicado al suroeste del estado, en la región de Suabia, en la vertiente norte de las estribaciones de los Alpes, cerca de la orilla del río Iller —un afluente derecho del Danubio—, y de la frontera con el estado de Baden-Wurtemberg.